# Sklené (Žďár nad Sázavou)
Sklené es una localidad situada en el distrito de Žďár nad Sázavou, en la región de Vysočina, República Checa. Tiene una población estimada, a principios del año 2022, de 109 habitantes.
Está ubicada al noreste de la región, cerca del nacimiento del río Sázava —un afluente derecho del río Moldava— y de la frontera con las regiones de Moravia Meridional y Pardubice.